# 植木哲
植木 哲（うえき さとし、1944年6月9日 - ）は、日本の民法学者、千葉大学名誉教授。

## 略歴
長崎県出身。香川大学経済学部卒、1970年神戸大学大学院法学研究科私法専攻修士課程修了。1989年「営造物責任の研究」で法学博士（神戸大学）。1972年滋賀大学助手、助教授、教授、京都府立医科大学教授、1994年関西大学教授、2003年千葉大学法経学部教授、2010年定年退任、名誉教授、朝日大学法学部教授。2015年退職、弁護士登録。医療紛争を主として扱う。『新説鴎外の恋人エリス』では、『舞姫』のエリスのモデルは16歳の少女だと主張した。

## 著書
- 『災害と法 営造物責任の研究』一粒社、1982
- 『消費者信用法の研究』日本評論社、1987
- 『医療の法律学』有斐閣、1998
- 『新説鴎外の恋人エリス』新潮選書、2000
- 『人の一生と医療紛争』青林書院、2010
- 『法学と文学・歴史学との交錯』成文堂選書、2010
- 『医療紛争解決への処方箋 行政・医療界・法曹界の役割と対策』ぎょうせい 2016

### 共編著
- 『医療紛争の事例と争点』古村節男共編、金芳堂、1985
- 『施設の欠陥と製造物責任 彦根市硫化水素中毒死事件の記録』編、法律文化社、1990
- 『医事法の現代的諸相』丸山英二共編、信山社出版、1992
- 『世界の医事法』山本隆司共編、信山社出版、1992
- 『現代PL法の実務解説 欠陥と保障と品質への対応』花神豊ほか共著、新日本法規出版、1994
- 『環境汚染への対応 廃棄物処理をめぐる法理と実務』編著、新日本法規出版、1995
- 『医療判例ガイド』平井満、平栗勲、斎藤ともよ共著、有斐閣、1996
- 『医事法教科書』編、信山社出版、教科書シリーズ 1997
- 『医療裁判から医療ADRへ 動き始めた新たな医療紛争処理システム』編著、ぎょうせい、2011
- 『法律行為論の諸相と展開 髙森八四郎先生古稀記念論文集』編 法律文化社 2013
- 『誰も語らなかった歯科医療紛争の真実 明暗を分けた裁判例の比較からわかる傾向と対策』永原國央共著 クインテッセンス出版 2016

### 記念論集
- 『医事法の方法と課題 植木哲先生還暦記念』古村節男、野田寛編集代表、信山社出版、2004

## 参考
- 『現代日本人名録2002』日外アソシエーツ

## 注
1. ↑  千葉大学 名誉教授
2. ↑  朝日大学 教員紹介